# Campus Confessions
Pour plus de détails, voir Fiche technique et Distribution.
Campus Confessions est un film américain en noir et blanc réalisé par George Archainbaud, sorti en 1938.

## Fiche technique
- Titre : Campus Confessions
- Réalisation : George Archainbaud
- Scénario : Lloyd Corrigan et Erwin S. Gelsey
- Photographie : Henry Sharp
- Montage : Stuart Gilmore
- Musique : John Leipold
- Producteur : William LeBaron, William C. Thomas
- Société de production : Paramount Pictures
- Pays d'origine : États-Unis
- Format : noir et blanc - 1,37:1 - Mono (Western Electric Mirrophonic Recording)
- Genre : comédie
- Durée : 67 min
- Date de sortie : 
  - États-Unis :  23 septembre 1938

## Distribution
- Betty Grable : Joyce Gilmore
- Eleanore Whitney : Susie Quinn
- William Henry : Wayne Atterbury, Jr.
- Fritz Feld : 'Lady MacBeth'
- John Arledge : Freddy Fry
- Thurston Hall : Wayne Atterbury, Sr.
- Roy Gordon : Dean Wilton
- Lane Chandler : l'entraineur Parker
- Richard Denning : Buck Hogan
- Parmi les acteurs non crédités :
- Dick Elliott : le membre du conseil des régents
- Mary Gordon : Mme Twill
- Edgar Norton : James
- Edward Van Sloan : le professeur